# Metropoolregio Cluj-Napoca

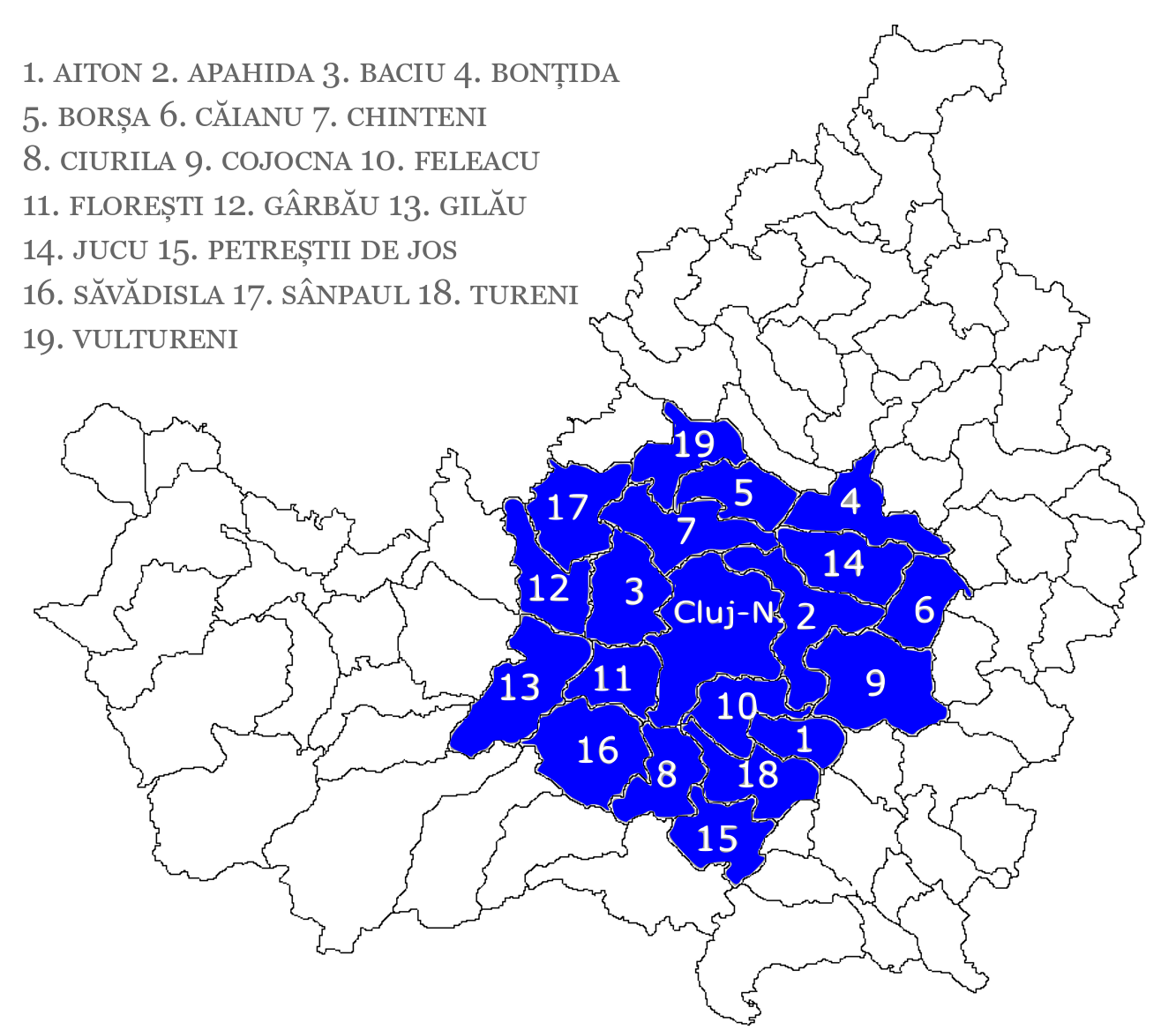
Overzichtskaart van de regio

De Metropoolregio Cluj-Napoca is een grootstedelijke regio die in december 2008 in Roemenië is opgericht. Het heeft een bevolkingsomvang van 418.153 inwoners waarvan 324.576 in de stad Cluj-Napoca leven en 93.577 in 17 omliggende gemeenten: Aiton, Apahida, Baciu, Bonţida, Borşa, Căianu, Chinteni, Ciurila, Cojocna, Feleacu, Floreşti, Gârbău, Gilău, Jucu, Petreștii de Jos, Tureni, Vultureni.
De metropoolregio is binnen Roemenië na Boekarest de tweede in bevolkingsomvang, Cluj geldt wel als officieuze hoofdstad van de landstreek Transsylvanië.
In de metropoolregio vormen de Hongaren met 65.671 personen (2011) de belangrijkste minderheid. Ze vormen in de stad Cluj-Napoca circa 16 procent van de bevolking en in de omliggende gemeenten circa 17 procent van de bevolking.

## Demografie
Volgens de laatste drie volkstellingen is de bevolking van de metropoolregio na 1992 gedaald en is er de laatste periode weer sprake van bevolkingsgroei.